# Бахс
Бахс (нім. Bachs) — громада  в Швейцарії в кантоні Цюрих, округ Дільсдорф.

## Географія
Громада розташована на відстані близько 100 км на північний схід від Берна, 19 км на північний захід від Цюриха.
Бахс має площу 9,1 км², з яких на 6% дозволяється будівництво (житлове та будівництво доріг), 48,9% використовуються в сільськогосподарських цілях, 44,6% зайнято лісами, 0,5% не є продуктивними (річки, льодовики або гори).

## Демографія
2019 року в громаді мешкало 592 особи (+3,1% порівняно з 2010 роком), іноземців було 13,3%. Густота населення становила 65 осіб/км².
За віковим діапазоном населення розподілялося таким чином: 17,9% — особи молодші 20 років, 60,6% — особи у віці 20—64 років, 21,5% — особи у віці 65 років та старші. Було 244 помешкань (у середньому 2,4 особи в помешканні).
Із загальної кількості 268 працюючих 82 було зайнятих в первинному секторі, 49 — в обробній промисловості, 137 — в галузі послуг.